# Remijia marahuacensis
Remijia marahuacensis är en måreväxtart som beskrevs av Julian Alfred Steyermark. Remijia marahuacensis ingår i släktet Remijia och familjen måreväxter. Inga underarter finns listade i Catalogue of Life.